# Mothercare
Mothercare Plc est une entreprise britannique spécialisée dans la vente de vêtements pour enfant, bébé et la grossesse.

## Histoire
Mothercare est fondée en 1961. Elle fusionne avec Habitat en 1982, pour former un ensemble nommé Habitat Mothercare. Ce dernier fusionne avec British Home Stores, pour former le groupe Storehouse. En 1992, Habitat est vendu. En 1996, le groupe acquiert la marque Children's World au groupe de pharmacie Boots. En 2000, British Home Stores est vendu à Philip Green, le groupe se renomme alors Mothercare.
En 2018, Mothercare annonce la fermeture d'environ 60 magasins au Royaume-Uni.
En janvier 2020, Mothercare ferme l'intégralité de ses 79 magasins au Royaume-Uni, ce qui induit environ 2 500 suppressions d'emplois. La filiale britannique avait été placée en redressement financier en novembre 2019, à la suite d'un déficit. Les filiales à l'étranger de Mothercare ne sont pas concernées par cette fermeture.

## Principaux actionnaires
Au 5 février 2020:
| Richard Ian Griffiths             | 20,7% |
| M&G Investment Management         | 17,4% |
| Lombard Odier Asset Management    | 11,9% |
| D.C. Thomson & Co                 | 7,26% |
| UBS Asset Management              | 5,70% |
| Jupiter Asset Management          | 4,56% |
| FIL Investment Advisors           | 4,46% |
| Majedie Asset Management          | 3,56% |
| Fidelity Management & Research    | 3,41% |
| Northern Trust Global Investments | 3,22% |